# 武莱·阿夫达洛维奇
武莱·阿夫达洛维奇（1981年11月24日—），塞尔维亚男子篮球运动员。他曾代表塞尔维亚和黑山参加2004年夏季奥林匹克运动会篮球比赛和2006年国际篮联世界锦标赛。